# ژرژ ریبمون-دسیین
ژرژ ریبمون-دسیین (به فرانسوی: Georges Ribemont-Dessaignes) نویسنده، شاعر، نمایش‌نامه نویس و نقاش قرن نوزدهم میلادی اهل فرانسه بود.